# Dorothy L. Cheney
Dorothy Leavitt Cheney (* 24. August 1950 in Boston, Massachusetts; † 9. November 2018 in Devon, Pennsylvania) war eine US-amerikanische Primatologin und Professorin für Biologie an der University of Pennsylvania. Eines ihrer bekanntesten Forschungsprojekte waren Freiland-Experimente im Amboseli-Nationalpark in Kenia Ende der 1970er-Jahre, wo ihr der Nachweis gelang, dass die Notrufe von Grünen Meerkatzen nicht nur ein Anzeichen von Angst vor potentiellen Fressfeinden sind, sondern ihren Artgenossen zugleich mitteilen, ob es eine Bedrohung vom Boden oder aus der Luft gibt.

## Forschungsthemen
Der Vater von Dorothy Cheney war Beamter des United States Foreign Service und – begleitet von Ehefrau und Tochter – in Malaysia, den Niederlanden, in Indien und Nicaragua stationiert. Dorothy besuchte in diesen Staaten jeweils lokale Grundschulen und wurde erst mit Beginn der High School in den USA eingeschult.
Ihren ersten akademischen Grad, den Bachelor of Arts, erwarb Dorothy Cheney 1972 am Wellesley College in Wellesley (Massachusetts) im Fachgebiet Politikwissenschaft; sie beabsichtigte, anschließend Rechtswissenschaft zu studieren. Ein Jahr zuvor hatte sie jedoch den Biologen Robert M. Seyfarth geheiratet, der damals an der University of Cambridge Doktorand des britischen Verhaltensforschers Robert Hinde war. Seyfarth sollte in Südafrika das Verhalten wilder Paviane studieren. In einem Nachruf in der Fachzeitschrift PNAS hieß es: „Im Eiltempo, was charakteristisch für ihren Wagemut und ihre Abenteuerlust war, verzichtete sie auf das Studium der Rechtswissenschaft und begleitete Robert zwei Jahre lang bei der Affen-Beobachtung. Auf diese Weise begann ihre brillante und produktive Partnerschaft, die so gemeinschaftlich war, dass es unmöglich ist, über ihre Arbeit getrennt zu sprechen.“ Zurückgekehrt nach Cambridge erwarben Seyfarth 1976 und Dorothy Cheney 1977 ihren Doktor-Grad im Fachgebiet Zoologie bei Robert Hinde.

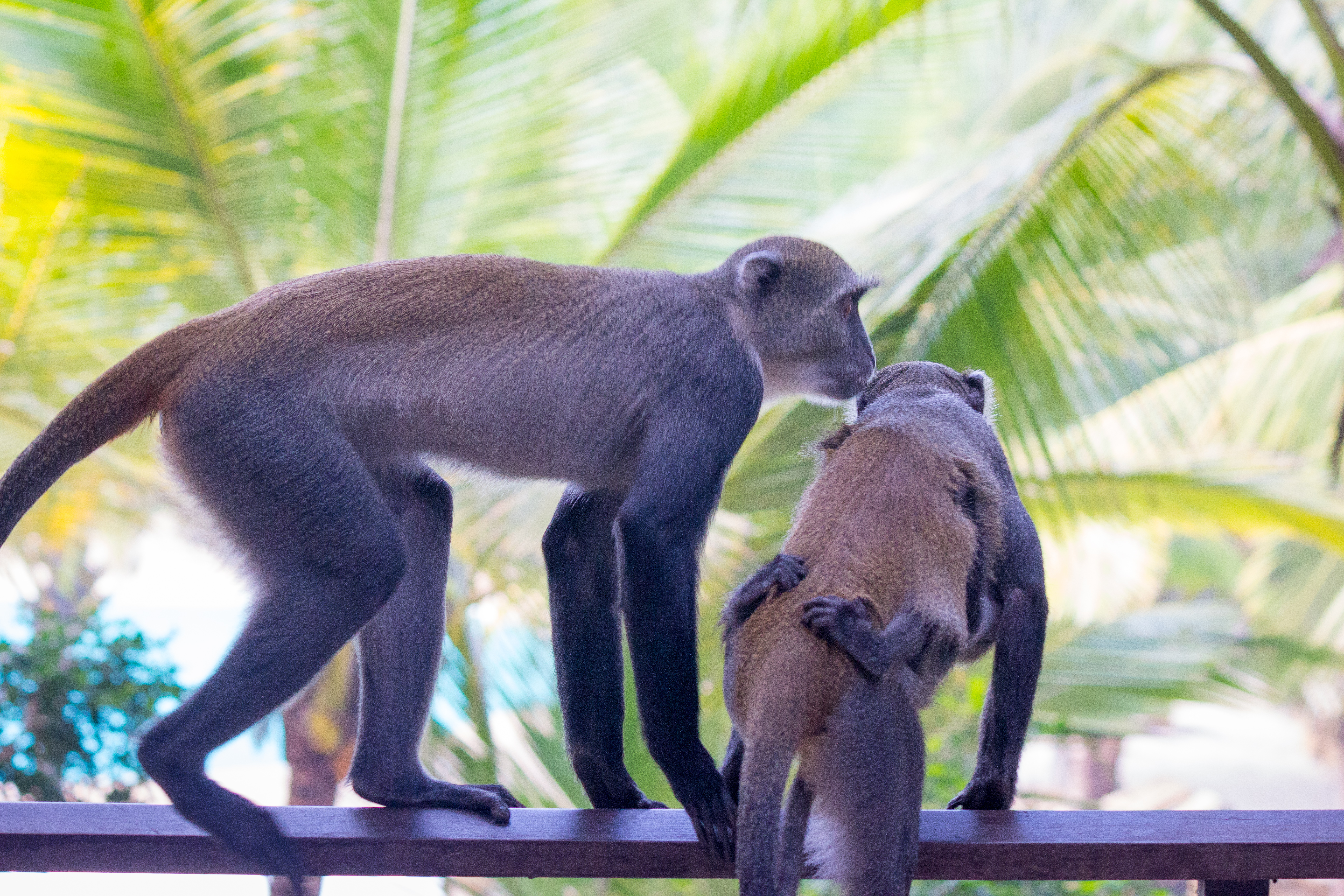
Grüne Meerkatzen in Kenia

Es folgte ein Wechsel von Cheney und Seyfarth als Postdocs an die Rockefeller University in New York City zu Peter R. Marler, einem Experten auf dem Gebiet der Kommunikation bei Tieren und speziell des Vogelgesangs. Auf Marlers Einfluss geht es zurück, dass beide sich während der folgenden elf Jahre dem Erforschen der innerartlichen Kommunikation bei Grünen Meerkatzen (Chlorocebus) im Amboseli-Nationalpark in Kenia widmeten. Bekannt war damals bereits durch Berichte von Thomas T. Struhsaker, dass die Meerkatzen unterschiedliche Warnlaute äußern, je nachdem, welchen potentiellen Beutegreifer sie entdeckt hatten. Ungeklärt war jedoch, ob diese Rufe als willkürliche Verweise auf bestimmte Beutegreifer dienten oder ob sie den emotionalen Zustand der Rufenden widerspiegeln, wenn sie bestimmten Beutegreifern begegneten. Erst Cheney und Seyfarth führten in ihren Experimenten mit aufgezeichneten und willkürlich laut abgespielten Alarmrufen den Nachweis, dass die Meerkatzen auf Leoparden, Adler und Schlangen mit unterschiedlichen Rufen und anschließendem jeweils unterschiedlichem Verhalten reagieren. Ihre Studie wurde in der Fachzeitschrift Science veröffentlicht und wie folgt zusammengefasst: „Aufzeichnungen der Alarmrufe, die in Abwesenheit von Prädatoren abgespielt wurden, veranlassten die Affen, bei Leoparden-Alarm auf Bäume zu klettern, bei Adler-Alarm nach oben zu schauen und bei Schlangen-Alarm nach unten zu schauen. Rufe der Erwachsenen gelten in erster Linie Leoparden, Adlern und Pythons, Säuglinge hingegen geben Leoparden-Alarm für verschiedene Säugetiere, Adler-Alarm für viele Vögel und Schlangen-Alarm für mancherlei schlangenähnliche Objekte.“ Mit Hilfe der aufgezeichneten Warnrufe konnten die beiden Forscher – weitergehend – die Affen zudem gleichsam darüber befragen, was die abgespielten Laute ihnen bedeuten. Ein Beispiel hierfür ist der Notruf eines Säuglings: Wenn dieser in Anwesenheit einer Gruppe abgespielt wurde, schaute die Mutter sofort zum Lautsprecher. Noch bemerkenswerter war, dass andere Weibchen in diesem Moment nicht zum Lautsprecher („dem Kind“), sondern zur Mutter schauten. Dies wurde als Beleg dafür bewertet, dass die Affen über Wissen über die Verwandtschaftsbeziehungen zwischen anderen Gruppenmitgliedern verfügen. Das Projekt im Amboseli-Nationalpark endete in den späten 1980er-Jahren und wurde schließlich 1990 umfassend in dem Buch How Monkeys See the World. Inside the Mind of Another Species dargestellt.
Noch während ihrer Studien in Kenia wechselten Cheney und Seyfarth 1981 von New York City an die University of California, Los Angeles und nach weiteren vier Jahren, 1985, an die University of Pennsylvania, wo beide bis zu ihrer Pensionierung im Jahr 2016 blieben. 1992 wurde ihnen angeboten, eine von William J. Hamilton III (1931–2006) initiierte Langzeitstudie zum Verhalten der Bärenpaviane im Moremi-Wildreservat in Botswana (Okavangodelta) fortzuführen. Es folgten 16 Jahre Forschung in Zusammenarbeit mit zahlreichen anderen Forschern und wiederum einem Schlussbericht in Form eines Buches: Baboon Metaphysics: The Evolution of a Social Mind. Auch bei den Pavianen zeigte sich anhand von Playback-Experimenten und Verhaltensdaten, dass Lautäußerungen Informationen über die Identität und die Absichten des Laute Äußernden enthalten.
Dorothy Cheney starb am 8. November 2018 im Alter von 68 Jahren zuhause an den Folgen einer seit 2012 bekannten und behandelten Brustkrebs-Erkrankung. Sie hinterließ ihren langjährigen Ehemann, der von 1985 bis zur Pensionierung Professor für Psychologie an der University of Pennsylvania war, und zwei gemeinsame Töchter.

## Ehrungen
Dorothy Cheney wurde 1999 in die American Academy of Arts and Sciences aufgenommen, seit 2015 war sie zudem Mitglied der US-amerikanischen National Academy of Sciences. 2016 wurde ihr der Distinguished Primatologist Award der American Society of Primatology zuerkannt.

## Schriften (Auswahl)
- Robert M. Seyfarth, Dorothy L. Cheney und Peter Marler: Vervet monkey alarm calls: Semantic communication in a free-ranging primate. In: Animal Behaviour. Band 28, Nr. 4, 1980, S. 1070–1094, doi:10.1016/S0003-3472(80)80097-2.
- Dorothy L. Cheney und Robert M. Seyfarth: Vocal recognition in free-ranging vervet monkeys. In: Animal Behaviour. Band 28, Nr. 2, 1980, S. 362–364 und 365–367, doi:10.1016/S0003-3472(80)80044-3.
- Robert M. Seyfarth und Dorothy L. Cheney: Vocal development in vervet monkeys. In: Animal Behaviour. Band 34, Nr. 6, 1986, S. 1640–1658, doi:10.1016/S0003-3472(86)80252-4.
- Dorothy L. Cheney und Robert M. Seyfarth: How Monkeys See the World. Inside the Mind of Another Species. University of Chicago Press, Chicago 1990.
- Dorothy L. Cheney und Robert M. Seyfarth: Baboon Metaphysics: The Evolution of a Social Mind. University Press of Chicago, Chicago 2007.
- Robert M. Seyfarth und Dorothy L. Cheney: The Evolutionary Origins of Friendship. In: Annual Review of Psychology. Band 63, 2012, S. 153–177, doi:10.1146/annurev-psych-120710-100337.

## Belege
1. ↑  Wie Affen die Welt sehen. Das Denken einer anderen Art. Abgerufen am 10. Juli 2023.
2. ↑  Dorothy Cheney, Who Studied Primates Up Close, Dies at 68. (Memento vom 15. November 2018 im Internet Archive).
3. ↑   Kelly Stewart: Dorothy Leavitt Cheney, 1950–2018: Primatologist and cognitive scientist who opened a window into the minds of wild monkeys. In: PNAS. Band 120, Nr. 16, 2023, e2304070120, doi:10.1073/pnas.2304070120.
4. ↑  Thomas T. Struhsaker: The life of a naturalist. In: Primates. Band 63, 2022, S. 198, doi:10.1007/s10329-022-00987-1, Volltext (PDF).
5. ↑   Robert M. Seyfarth, Dorothy L. Cheney und Peter Marler: Monkey Responses to Three Different Alarm Calls: Evidence of Predator Classification and Semantic Communication. In: Science. Band 210, Nr. 4471, 1980, S. 801–803, doi:10.1126/science.7433999.
6. ↑  In Memoriam William J. Hamilton, Professor of Mammalogy, Davis 1931–2006.
7. ↑  In memoriam: Dorothy Cheney (1950–2018). Nachruf auf dem Webserver der University of Pennsylvania.

| Personendaten    | Personendaten                                        |
| ---------------- | ---------------------------------------------------- |
| NAME             | Cheney, Dorothy L.                                   |
| ALTERNATIVNAMEN  | Cheney, Dorothy Leavitt (vollständiger Name)         |
| KURZBESCHREIBUNG | US-amerikanische Primatologin und Verhaltensbiologin |
| GEBURTSDATUM     | 24. August 1950                                      |
| GEBURTSORT       | Boston, Massachusetts                                |
| STERBEDATUM      | 9. November 2018                                     |
| STERBEORT        | Devon, Pennsylvania                                  |